# This Is Not the Album
This Is Not the Album (укр. Це не альбом) — перший мікстейп американського музиканта Остіна Махона. Випущений на комерційній основі 17 грудня 2015 року лейблами Cash Money Records і Republic Records. Цей мікстейп став першою роботою Махона після виходу його другого міні-альбому The Secret 2014 року.

## Список пісень
| #     | Назва                                          | Тривалість |
| ----- | ---------------------------------------------- | ---------- |
| 1.    | «Put It on Me» (за участі Sage the Gemini)     | 3:09       |
| 2.    | «Same Girl» (за участі Kalin and Myles)        | 3:16       |
| 3.    | «Brand New»                                    | 3:50       |
| 4.    | «Do It Right» (за участі Роб Вілла)            | 3:45       |
| 5.    | «Rollin'» (за участі Беккі Дж)                 | 4:00       |
| 6.    | «On Your Way» (за участі KYLE)                 | 4:06       |
| 7.    | «Caught Up»                                    | 3:16       |
| 8.    | «Something So Real»                            | 3:27       |
| 9.    | «Love You Anyways» (за участі Роба Вілла)      | 3:31       |
| 10.   | «Red Lights (Ремікс)» (за участі Кріса Брауна) | 4:01       |
| 11.   | «What It Do»                                   | 3:35       |
| 12.   | «Deep End»                                     | 3:49       |
| 13.   | «Hate to Let You Go»                           | 3:35       |
| 14.   | «Apology»                                      | 3:11       |
| 15.   | «Who's Gonna Love You Now»                     | 1:35       |
| 16.   | «Hold It Against Me»                           | 3:53       |
| 17.   | «If I Ain't Got You» (за участі Кайла Діона)   | 3:24       |
| 18.   | «Not Far»                                      | 4:57       |
| 19.   | «Dirty Work (Ремікс)» (за участі T-Pain)       | 4:05       |
| 68:33 |                                                |            |